# مانو غارسيا (لاعب مواليد 1998)
مانويل 'مانو' غارسيا ألونسو (بالإسبانية: Manu García)‏ (المولود 2 يناير 1998) هو لاعب كرة قدم إسبانية يلعب حاليًا مع نادي ديبورتيفو ألافيس الإسباني معارًا من مانشستر سيتي الإنجليزي. يلعب غارسيا بشكل أساسي كلاعب وسط مهاجم.

## المسيرة الاحترافية

### بداياته
انضم غارسيا على ناشئي سبورتينغ خيخون عام 2010 بعمر 12 عامًا، من نادي أستور. يوم 2 مايو 2013 وافق على الانتقال إلى مانشستر سيتي الذي دفع 250,000 يورو لخدماته في يناير.

## روابط خارجية
- مانو غارسيا (لاعب مواليد 1998) على موقع الاتحاد الأوربي (الإنجليزية)
- مانو غارسيا (لاعب مواليد 1998) على موقع رابطة كرة القدم الفرنسية للمحترفين (الإنجليزية)
- مانو غارسيا (لاعب مواليد 1998) على موقع الدوري الأمريكي (الإنجليزية)
- مانو غارسيا (لاعب مواليد 1998) على موقع إي إس بي إن إف سي (الإنجليزية)
- مانو غارسيا (لاعب مواليد 1998) على موقع قاعدة بيانات كرة القدم.إي يو (الإنجليزية)
- مانو غارسيا (لاعب مواليد 1998) على موقع Soccerbase.com (لاعب) (الإنجليزية)
- مانو غارسيا (لاعب مواليد 1998) على موقع Soccerway.com (الإنجليزية)
- مانو غارسيا (لاعب مواليد 1998) على موقع عالم كرة القدم.نت (الإنجليزية)